# Реакція Кренке (синтез карбонових кислот)
Реакція Кренке (синтез карбонових кислот) — синтез карбонових кислот з використанням кетоалкілювання азароматичних сполук (Кренке — Кінг).
RCOCH3 → [RCOCH2NC6H5]+ I– -NaOH, H2O→ RCOOH